# Лукаш Фабијањски
Лукаш Марек Фабијањски (пољ. Łukasz Marek Fabiański, пољски изговор: ; Костшин на Одри, 18. април 1985) је пољски фудбалер, који игра на позицији голмана.
Почео је да игра у глубу Полониа Слубице, од 2000 — 2002. је био играч МСП Шамотули. Потом је играо за: Лубушањин Дрезденко, Спарта Бродњица и Мјешко Гњезно. У јесењем делу сезоне 2004/2005 био је резервни голман Лех Познања. На зимској паузи прешао је у Легију Варшава. После одласка Артура Боруца у Селтик Глазгов постао је први голман Легије Варшава. Крајем фебруара 2007, прешао је у енглески Арсенал.
Наступао је у Фудбалским репрезентацијама Пољске разних старосних категорија. У сениорској репрезентацији пољске први пут је играо против Саудијске Арабије 28. марта 2006.
На СП-у 2006. у Немачкој био је резервни голман пољске репрезентације.
Године 2006. и 2007. добио је фудбалског Оскара у категорији најбољи голман Пољске.

## Клубови
- 1999—2000. Полонија Слубице (пољ. Polonia Słubice)
- 2000—2001. МСП Шамотули (пољ. MSP Szamotuły)
- 2001—2002. МСП Шамотули/Лубушањин Дрезденко (пољ. Lubuszanin Drezdenko)
- 2002—2003. Спарта Бродњица/Мјешко Гњезно
- 2003—2004. Мјешко Гњезно
- 2004—2005. Лех Познањ (пољ. Lech Poznań)
- 2005—2007. Легија Варшава (пољ. Legia Warszawa)
- 2007—2014. Арсенал
- 2014—2018. Свонзи сити
- 2018— Вест Хем јунајтед